# آي إي سي 62264
آي إي سي 62264 (IEC 62264) هو معيار دولي من اللجنة الدولية للتقانة الكهربائية يتعلق بتكامل نظام مراقبة المؤسسات. ويستند هذا المعيار على معيار آي أس ايه-95 (ANSI/ISA-95) الصادر من الجمعية الدولية للأتمتة ISA والمعهد القومي الأمريكي للمعايير.